# Negativ kampanj
En negativ kampanj är en aggressiv valkampanjteknik som går ut på att smutskasta motståndare och skapa tvivel om deras kompetens eller personliga egenskaper, såsom hederlighet, oberoende, etc., snarare än att marknadsföra sina egna idéer och förtjänsten. Termen är lånad från den amerikanska termen negative campaigning.

## USA
Tekniken används i stor skala i USA på både presidentvalsnivå och lokalt. Ett exempel är president Richard Nixons kampanj mot den demokratiske kandidaten Edmund Muskie 1972, där bland annat rykten spreds om att Muskies hustru berättade fräckisar i kampanjbussen, vilket i USA på den tiden var ett riktigt lågt grepp. Muskie klarade inte trycket utan bröt inför de lögnaktiga anklagelserna ut i tårar på en presskonferens, vilket anses ha inneburit slutet för hans valkampanj. Muskie själv sade dock vid ett senare tillfälle att det som såg ut som tårar i själva verket var smälta snöflingor. 
I USA-valet 2004 spred republikanerna bland annat falska rykten [källa behövs] genom bloggar om John Kerry. Det har diskuterats om smutskastningen påverkade valutgången.
Även i USA anses detta fult och kandidater undviker att bli anklagade för att bedriva det. Istället bedriver diverse organisationer smutskampanjer, och de kan till och med betala TV-reklam med smutskastning. TV-reklam används väldigt mycket i politiska kampanjer i USA. En kritiserad negativ kampanj-metod är att i en uppringd så kallad opinionsundersökning ställa ledande frågor, till exempel "Om det skulle visa sig att NN tog droger, (slog sin fru, eller liknande) vad skulle din reaktion vara?". Detta kallas "push polls". I 2000 års primärval gjordes en sådan där frågan var "Skulle du rösta på John McCain om du fick höra att han var far till ett svart barn?" (Han och hans fru har adopterat ett indiskt barn) I USA finns TV-kanalen Fox News som anklagas för att bedriva mycket kampanjer riktad mot demokraterna och för att ha debatter där bara ena sidan deltar. Kanalen är formellt oberoende från republikanska partiet, varvid dessa inte kan anklagas för smutskastning.
USA:s högsta domstol gav i en dom 2010 ett kryphål mot begränsningar i mängden pengar som får tas emot av en kandidat. En bidragsgivare får enligt yttrandefriheten själv driva kampanj för eller emot en kandidat utan kostnadsgräns, så länge ingen kandidat direkt styr över det. Detta utnyttjas gärna till negativa kampanjer eftersom kandidater inte utåt vill kännas vid sådant.

## Sverige
I Sverige är det mer ovanligt med mer renodlad negativ kampanj, men det är mer vanligt att partierna anklagar varandra för det.[källa behövs] Ungdomsförbund brukar ha en hård ton mot sina politiska motståndare, särskilt i valrörelsens slutskede, som kan ha inslag av negativ kampanj.[källa behövs]
I närtid finns exempel som i februari 2006 när Mats Lindström, socialdemokraternas expert på opinionsundersökningar, fick avgå från sin tjänst på partihögkvarteret efter att ha ertappats med en förtalskampanj på arbetstid mot moderaternas partiledare Fredrik Reinfeldt. Denne och flera av hans familjemedlemmar beskylldes för brottsliga och oetiska handlingar. Mailen skickades till ett stort antal massmedier. Några dagar efter avslöjandet blev det även känt att Tobias Gerdås, SSU:s regionombudsman i Stockholm, på sin blogg utpekat Reinfeldt som pedofil.